# Austrogastrura travassosi
Austrogastrura travassosi är en urinsektsart som först beskrevs av Arlè 1939.  Austrogastrura travassosi ingår i släktet Austrogastrura och familjen Hypogastruridae. Inga underarter finns listade.